# Li Bingjie
Li Bingjie (født 3. marts 2002) er en kinesisk svømmer.